# Schefflera singularis
Schefflera singularis là một loài thực vật có hoa trong Họ Cuồng cuồng. Loài này được B.C.Stone miêu tả khoa học đầu tiên năm 1977.